# Heinrich Schiffers (Archivar)
Heinrich Schiffers (* 19. Februar 1894 in Aachen; † 1. August 1955 in Aachen) war ein deutscher Archivar.

## Leben und Wirken
Heinrich Schiffers besuchte bis 1915 das Kaiser-Karls-Gymnasium Aachen und nahm anschließend als Frontsoldat am Ersten Weltkrieg teil. Nach dem Krieg studierte von 1919 bis 1922 Geschichte, Germanistik und Klassische Philologie an den Universitäten Berlin, Bonn und Köln. Seine Promotion erfolgte 1922 an der Universität Köln mit dem Thema: Bündnispolitik und Grenzstreitigkeiten zwischen dem Herzogtum Limburg und der Reichsstadt Aachen. 
Besondere Wirkung entfaltete Schiffers seit 1934 als Archivar des Bischöflichen Diözesanarchivs Aachen, eine Tätigkeit, die er bis zu seinem Tod ausübte. Darüber hinaus wurde er durch den von den Amerikanern nach der Befreiung Aachens eingesetzten Oberbürgermeister Franz Oppenhoff von 1944 bis 1948 mit der Leitung des Stadtarchivs Aachen und des Aachener Geschichtsvereins betraut. Nachdem ab dem 31. März 1948 die inzwischen wieder benutzbar gewordenen Räume des Diözesanarchivs bezogen werden konnten, trat er von der Verwaltung des Stadtarchivs und der Leitung des Geschichtsvereins zurück und widmete sich wieder ganz seinem eigentlichen Amte.
In seinen historischen Arbeiten beschäftigte sich Schiffers vor allem mit der Aachener Heiligtumsfahrt.
Heinrich Schiffers war verheiratet mit Hildegard, geborene Wolff, mit der er zwei Söhne bekam. Er fand seine letzte Ruhestätte auf dem Aachener Westfriedhof.

## Schriften (Auswahl)
- Aachengau, Pfalzgut und Aachener Reich. Creutzer, Aachen 1922.
- Der Name Aachens. Creutzer, Aachen 1923.
- Peter Kaatzer <1808–1870> und das geistige Aachen seiner Zeit. Kaatzer, Aachen 1924.
- Studien zur Entstehungsgeschichte der Aachener Heiligtumsfahrt. Deutschherren-Verlag, Aachen 1925.
- Der Kulturkampf in Stadt und Regierungsbezirk Aachen. Kaatzer, Aachen 1929.
- Die Zeitung als Dokument. O. v. Forckenbecks Lebenswerk. Das Aachener Zeitungsmuseum. Mayer, Aachen 1929.
- Kulturgeschichte der Aachener Heiligtumsfahrt. Gilde-Verlag, Köln 1930.
- Karls des Grossen Grab in der Vorhalle des Aachener Münsters? Verlag Echo der Gegenwart, Aachen 1934.
- Das katholische Aachen im Wandel der Jahrhunderte. Verl. der Kath. Kirchenzeitung für das Bistum Aachen, Aachen 1934.
- Die deutsche Königskrönung und die Insignien des Richard von Cornwallis (= Veröffentlichungen des Bischöflichen Diözesanarchivs Aachen, Bd. 2). Volk, Aachen 1936.
- Aachener Heiligtumsfahrt. Reliquien, Geschichte, Brauchtum (= Veröffentlichungen des Bischöflichen Diözesanarchivs Aachen, Bd. 5). Volk, Aachen 1937.
- Goethe und Aachen. Volk, Aachen 1949.
- Karls des Großen Reliquienschatz und die Anfänge der Aachenfahrt (= Veröffentlichungen des Bischöflichen Diözesanarchivs Aachen, Bd. 10). Volk, Aachen 1951.
- Die Pfarre Hünshoven im Wandel der Jahrhunderte. Zugleich ein Beitrag zur preussischen Kirchenpolitik und zur Ära des Kölner Erzbischofs Graf Ferdinand August von Spiegel zu Desenberg (= Veröffentlichungen des Bischöflichen Diözesanarchivs Aachen, Bd. 12). Volk, Aachen 1951.
- Unbekannter Kölner Wiegendruck einer Aachener Karlskult-Urkunde. In: Jahrbuch des Kölnischen Geschichtsvereins, Bd. 26 (1951), S. 253–267.
- Geschichte der Aachener Apotheken. In: Zeitschrift des Aachener Geschichtsvereins, Bd. 71 (1959), S. 5–76.